# Tirol (Áustria)
O Tirol é um dos estados federados da Áustria. Localizado no oeste do país, sua capital é a cidade de Innsbruck, na parte principal do estado; uma faixa de 10–20 km de Salzburgo separa-a da outra porção, a sudeste, em resultado da perda da parte sul da região (Tirol Meridional). É a região dos Alpes Suíços.
Seus 12 640 km² fazem do Tirol o terceiro estado austríaco em área; com 746.153 habitantes (2017), tem a quinta população do país. A seção principal tem fronteiras com a Baviera (Bayern, da Alemanha) a norte, o Tirol Meridional (Trentino-Südtirol) na Itália ao sul, e a oeste está Vorarlberg. O Tirol Oriental (Östtirol) tem fronteira com a Itália (Südtirol) e a Caríntia (Kärnten).

## Divisões administrativas
O Estado é dividido em oito distritos (Bezirke) e uma cidade estatutária (Statutarstadt), Innsbruck. Os distritos e seus centros administrativos, de oeste para leste e do norte para o sul são:

O estado é dividido em oito distritos (2–9) e uma cidade estatutária (1).

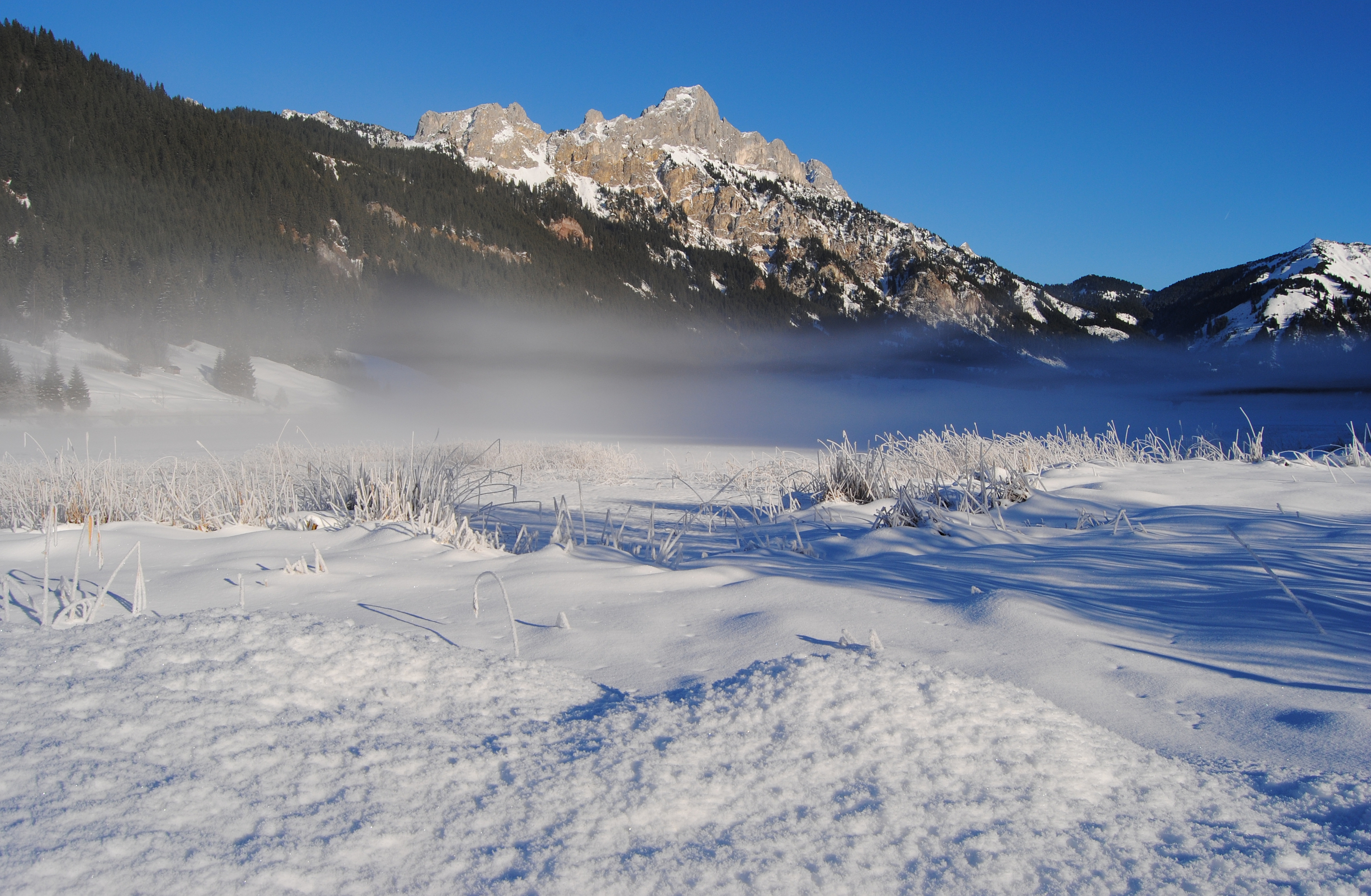
Montanha Rote Flüh situada no Tirol

- 6 Landeck (Landeck)
- 8 Reutte (Reutte)
- 3 Imst (Imst)
- 1 Innsbruck (cidade estatutária)
- 2 Innsbruck-Land (Innsbruck)
- 9 Schwaz (Schwaz)
- 5 Kufstein (Kufstein)
- 4 Kitzbühel (Kitzbühel)
- 7 Lienz (Lienz)